# Heliport Ilimanaq

i7
i11
i13
Der Heliport Ilimanaq (ICAO-Code: BGIL) ist ein Hubschrauberlandeplatz in Ilimanaq im westlichen Grönland. Da er kein Abfertigungsgebäude besitzt, wird der Heliport auch als Helistop bezeichnet.

## Lage und Ausstattung
Der Heliport liegt im nördlichen Teil des Dorfs, liegt auf einer Höhe von 52 Fuß und hat eine mit Gras bedeckte 30 × 20 m große rechteckige Landefläche.

## Fluggesellschaften und Ziele
Für 2020 war Ilimanaq nicht auf dem Flugnetz von Air Greenland verzeichnet.